# Serra-di-Fiumorbo
Serra-di-Fiumorbo település Franciaországban, Haute-Corse megyében. Lakosainak száma 349 fő (2022. január 1.). Serra-di-Fiumorbo Isolaccio-di-Fiumorbo, Prunelli-di-Fiumorbo, Ventiseri, San-Gavino-di-Fiumorbo és Chisa községekkel határos.

## Népesség
A település népessége az elmúlt években az alábbi módon változott:
| Lakosok száma | 292  | 201  | 205  | 293  | 316  | 326  | 335  | 337  | 334  | 349  |
|               | 1968 | 1982 | 1990 | 2006 | 2013 | 2015 | 2017 | 2019 | 2020 | 2022 |